# Dictyocaulinae
Die Dictyocaulinae sind eine Unterfamilie der Fadenwürmer mit drei Gattungen, die als Parasiten in der Lunge von Huftieren vorkommen. Von tiermedizinischer Bedeutung ist die Gattung Dictyocaulus mit dem Großen Lungenwurm des Rindes.

## Merkmale und Lebenszyklus
Es handelt sich um große Fadenwürmer. Die Mundhöhle ist klein und ihre Öffnung ohne Lippen. Die Begattungstasche (Bursa copulatrix) der Männchen hat große seitliche und einen großen rückenseitigen Lappen. Weibchen haben zwei Uteri, die Vulva liegt etwa in der Körpermitte. Dictyocaulidae sind ovovivipar, das Ei enthält also bei Abgabe bereits eine Larve. Sie haben einen direkten Lebenszyklus. Die Erstlarve schlüpft unmittelbar nach der Eiabgabe und wandert über die Luftröhre in die Mundhöhle des Wirts, wird dann abgeschluckt und gelangt mit dem Kot in die Außenwelt. Die Darmzellen der charakteristisch trägen Larven 1 sind mit dunkelbraunen Nahrungsklumpen gefüllt und benötigen bis zum Erwachsenenstadium keine weitere Nahrung. In der Außenwelt häuten sie sich in das zweite und später in das dritte Larvenstadium. Letzteres ist ansteckend und wandert nach oraler Aufnahme mit der Nahrung durch die Darmwand und über Lymphgefäße in die Mesenteriallymphknoten, wo es sich erneut häutet. Die Larve 4 wandert über Lymphgefäße und Blutkreislauf in die Lungen, wo sie die Bronchien besiedeln.

## Systematik
Nach älterer Systematik wurde das Taxon als Familie Dictyocaulidae geführt, nach neueren Untersuchungen allerdings zur Unterfamilie herabgestuft. Sie enthält nur eine Tribus (Dictyocaulini) mit drei Gattungen, von denen zwei monotypisch sind:
- Bronchonema Moennig, 1932
- Cardiostrongylus Sakamoto & Malgor, 1995
- Dictyocaulus Railliet & Henry, 1907 (16 Arten)